# 斯維特萊 (盧漢斯克區)
48°39′38″N 39°16′26″E / 48.66056°N 39.27389°E
斯維特莱（烏克蘭語：Світле）是位於烏克蘭東部的村莊，由盧甘斯克州卢甘斯克区的卢汉斯克市镇負責管轄。該村始建於1962年，面積0.47平方公里，海拔高度150米，2001年人口162，人口密度每平方公里343.2人。